# 雪斑犁齒䲁
雪斑犁齒䲁（學名：Entomacrodus chiostictus），又稱雪斑間頸鬚䲁，為輻鰭魚綱鳚形目䲁科犁齒䲁屬的一種，分布於中東太平洋加利福尼亞灣至巴拿馬海域，本魚體延長形，稍側扁，似圓柱狀，頭鈍短，頭頂無冠膜，頸部無葉片狀皮瓣，僅有一低皮褶，鼻鬚掌狀分支，眼上有觸鬚，背鰭與尾柄相連，身體呈橄欖棕色，側面有厚深色條紋，腹部呈灰白色，側腹中央有一排縱向的方形黑色斑點，鼻子、嘴唇和臉頰上也有細細的棕色線條，身體的前部佈滿小黑點，後部佈滿白色斑點和斑紋，雄性比雌性顏色更深，上下顎各有一排梳狀牙齒，下顎有一對犬齒，用於防禦，臀鰭有2根鰭棘和15至17條鰭條，尾鰭圓形，背鰭有12根鰭棘和14至16條鰭條，中間有深凹口，側線拱起在胸鰭上方，皮膚光滑，沒有鱗片，體長可達7.5公分，成魚棲息於沿岸潮間帶的岩石區，遇到危險時會以一前一後跳躍的方式在潮池間移動，雌魚產附著性卵，雄魚有護卵行為，幼魚為浮游性，生活習性不明。